# The Notwist
The Notwist (pronunciado [ˈnoʊ.twɪst]) son una banda alemana de indie rock. Formada en 1989, la banda se movió entre varias encarnaciones musicales a pesar de mantener un perfil relativamente estable. Mientras que sus primeras grabaciones se movían por el heavy metal y el dark indie rock, sus recientes esfuerzos por los que han recibido la máxima atención están fuertemente influidos por la escena electrónica, junto con otros grupos del sello musical Morr Music.

## Historia
Los hermanos Acher y Messerschmid formaron el grupo en 1989 en Weilheim in Oberbayern, cerca de Múnich.
En 1990 grabaron su debut homónimo, un LP con orientaciones grunge-metal. 1992 vio el lanzamiento de Nook, con sonido indie rock, mientras que en 1995 lanzan "12", su primer flirteo con la música electrónica. Martin Gretschmann se unió entonces al grupo en 1997. Shrink, lanzado en 1998, es un álbum de jazz-electro-rock. En 1998 Cynthia Dall elabora las vocales para "Torture Day". El álbum Neon Golden (lanzado en 2002) le pone en el mapa de la audiencia estadounidense, puesto que tiene un sonido más cálido y más orientada al pop, convirtiéndose en uno de los referentes del género indietrónica.
El grupo ha sido remezclado por Four Tet, Caribou, Console, Loopspool, Panda Bear y otros. El cantante Markus Acher también colaboró con Alias en la canción "Unseen Sights".
The Notwist formaron otro grupo llamado 13 & God, que debutó en 2005. Markus Acher, además de su trabajo con The Notwist y 13 & God, trabajó también con la banda Lali Puna, mientras que Mecki Messerschmidt también toca la batería para Schweisser. Michael Acher composes and programs for Ms. John Soda.
Messerschmidt abandonó el grupo en 2007 y fue sustituido por Andi Haberl. El sexto LP de la banda, The Devil, You + Me, fue lanzado en mayo de 2008. El 17 de junio de 2008 el álbum fue lanzado en Norteamérica por Domino Records. 
En 2009 grabaronSturm, una banda sonora para el film homónimo de Hans-Christian Schmid.

## Miembros

### Miembros actuales
- Markus Acher - guitarra, vocalista (1989-presente)
- Michael Acher - bajo (1989-presente)
- Martin Gretschmann (aka Console) - programador (1997-presente)
- Andi Haberl - batería (2007-presente)

### Antiguos miembros
- Martin Messerschmidt - drums (1989-2007)

## Discografía

### Álbumes
- The Notwist (1990)
- Nook (1992)
- Your Choice Live Series Vol.20 (1994)
- 12 (1995)
- Shrink (1998)
- Neon Golden (2002)
- The Devil, You + Me (2008)
- Storm (banda sonora, 2009)
- Close To The Glass (2014)

### Singles & EP
- Johnny and Mary EP (1994)
- Only in America EP (1996)
- Untitled (Selections From 12) EP (1997)
- Day 7 single (1997)
- Chemicals single (1998)
- Trashing Days single (2001)
- Pilot single (2001)
- Pick Up the Phone single (2002)
- One With the Freaks single (2002)
- Untitled (Scoop) EP (2002)
- Lichter EP (2003) (Soundtrack for the film Distant Lights (Lichter))
- Different Cars and Trains EP (2003)
- Solo Swim EP (2004)
- Where in this World single (2008)
- Boneless single (2008)